# 霍尔-埃鲁法
霍尔—埃鲁法（英語：Hall–Héroult process，又稱霍爾法、郝耳法）是电解氧化铝和冰晶石（主要成分是氟铝酸钠，Na3AlF6）的熔融混合物制取铝的化工过程。於1886年由美国化学家查尔斯·马丁·霍尔和法国化学家保罗·埃鲁各自独立发明。霍尔—埃鲁法和其后的拜耳法的联用大大提高了铝的产量，扩大了铝的应用范围，至今仍然是主要的工业制铝方法。

## 背景

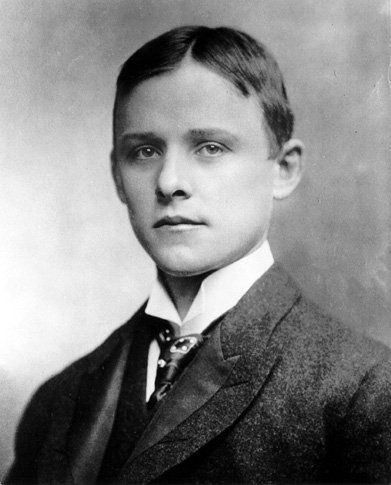
查尔斯·马丁·霍尔

### 对金属铝的需要
虽然铝是地壳中含量最高的金属元素，但其化学性质较为活泼，多以化合物形式如铝土矿等存在，而少以单质形式存在。1825年，丹麦化学家汉斯·克里斯蒂安·奥尔斯泰德发明了用钾还原铝土矿的方法，获得了少量的金属铝。之后很长时间，炼铝的方法都是将铝土矿和钠或者钾在真空中共热，由于工艺复杂，且当时钠和钾都只能通过电解获得，本身就价格不低，这就导致了当时一小块铝的价格都非常高，甚至高过金和铂。1855年世界博览会就曾将一块铝和法国的皇冠珠宝一起展出，而拿破仑三世的铝餐具也只有在最尊贵的客人出席时才使用。到1884年建造华盛顿纪念碑顶部的铝制金字塔时，铝的价格仍然和银相当

### 霍尔和埃鲁的发现
由于电解铝盐溶液时，氢离子比铝离子先获得电子，所以无法像铜和锌那样，通过电解铝盐溶液制取铝的单质。亨利·埃蒂恩·桑蒂—克莱尔·德维尔就采用电解熔融氯化铝钠复盐（NaCl·AlCl3）的方法制得了铝。1886年，美国化学家查尔斯·马丁·霍尔受到德维尔实验的启发，试验了萤石、氟化镁等助熔剂之后，选定冰晶石作为氧化铝的助熔剂。几乎同时，法国化学家保罗·艾鲁也从德维尔的发现着手，希望电解熔融冰晶石制铝，多次失败后意识到要加入铝土矿，从而发明了同样的方法。1888年，霍尔在匹兹堡开设了匹兹堡还原公司。后来演变变成美国铝业公司（Alcoa）。

## 过程

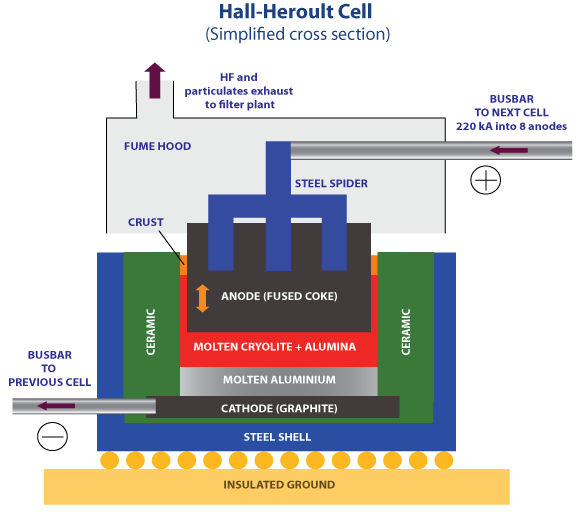
霍尔—埃鲁法图解，其中红色部分是氧化铝和冰晶石的熔融混合物；红色上方黑色部分是焦炭制成的阳极。下方银色部分是已经还原出的铝，因密度较大沉在底部。图解顶部灰色部分是逸出电解池的颗粒物、二氧化碳和氟化氢气体

### 理论
霍尔—埃鲁法的基本反应是电解熔融的氧化铝制得单质铝：
2Al2O3（熔融）→4Al+3O2
由于氧化铝的熔点超过2000°C，电解过程所需的热力和电力成本过高，无法投入实际应用。霍尔—埃鲁法将氧化铝溶于冰晶石（Na3AlF6）中，一方面可以降低熔点，另一方面也可以改变电解进程，但其具体作用机理还不完全清楚。纯冰晶石的熔点大约是1012°C。少量氧化铝溶入其中后，混合物的熔点降到大约1000°C，有时候会加入氟化铝以进一步降低熔点，使得反应可以在950‒980°C范围中进行。
冰晶石、氧化铝和氟化铝的混合溶液加上直流电压后，带正电的铝离子会聚集在阴极附近，铝离子获得电子生成单质铝，而氧离子则在石墨或焦炭制成的阳极附近失去电子，生成氧原子。在高温下，氧原子和碳生成一氧化碳和二氧化碳气体逸出电解池，制取一千克铝一般需要消耗掉0.4—0.5千克的碳。按照理论计算，生成一千克铝所耗能量为8.7千瓦时。阳极上生成二氧化碳的反应是放热的，放出的热量可以补充一部分用于熔融的能量，而电阻的存在又需要多余的能量，最后现代工业规模的铝电解池一般需11.5—13.5千瓦时的电能生产1千克铝。霍尔—埃鲁法所用的电解池通常使用的电流都达数百安培。

## 技术细节
电解池中的温度通过电阻元件控制，石墨阳极的氧化增加了电流的效率。虽然室温下固态的冰晶石比固态铝密度要大，而在1000°C左右，铝的密度（大约2.3 g/cm3）大于熔融的冰晶石（大约2.1 g/cm3）。于是在高温下，铝会沉积在电解池的底部，通过虹吸原理从电解池中移出。移除铝的同时，加入氧化铝以维持生产。
霍尔—艾鲁法所用的阳极一般主要成分都是石油工业获得的焦炭和石油焦，其主要的制取方法是索德伯格法（自培法）和预培法。索德伯格法需通过不断在阳极添加沥青来保持过程的循环，生产过程中一部分热用于让沥青碳化为焦炭。而预培技术（Prebake）则是事先将阳极材料碳化，制成一定形状的预培阳极这样可以避免沥青碳化中产生了各种具有污染性的副产物电解池的阳极所产生的二氧化碳通常直接排放到空气中，过程还会产生氟化氢和四氟化碳，氟化氢一般以尾气回收形式与氧化铝产生氟化铝，继续作为炼铝原料使用。固体颗粒物则一般通过静电滤网除去。搅拌混合熔体可以提高产率，但同时也会增加产品中的冰晶石杂质的含量。合理设计的电解池可以通过磁流体动力学进行搅拌。

## 演变与影响
1887年，奥地利工程师卡尔·约瑟夫·拜耳发明了拜耳法，可以将铝土矿转化成纯氧化铝，相对于铝土矿，使用纯氧化铝为原料可以提高霍尔—埃鲁法的效率。拜耳法和霍尔—埃鲁法联用，加之电力成本的降低，使铝得以大量生产，最终成为仅次于钢的常用金属材料。这一发明也让胡戈·容克斯可以利用铝和铝合金设计出全金属飞机。1997年，美国铝业公司对霍尔—艾鲁过程的商业化被列入美国化学会国家历史化学地标。